# Armstrong Whitworth AW.681
El Armstrong Whitworth AW.681, también conocido como Whitworth Gloster 681 o como Hawker Siddeley HS.681, fue un proyecto de avión de transporte STOL diseñado por el fabricante aeronáutico británico Armstrong Whitworth estando previsto desde el inicio que también dispusiese de capacidad VTOL.

## Diseño y desarrollo
Con el fin de satisfacer la necesidad de la Real Fuerza Aérea Británica para un nuevo avión de transporte, la British Aircraft Corporation y la Armstrong Whitworth presentaron a comienzos de los 60 diversas propuestas, el primero ofreciendo las aeronaves BAC.222 y BAC.208. Finalmente resultó elegido el diseño propuesto por Armstrong Whitworth.
Esta variante estaría equipada con cuatro motores Rolls-Royce RB.142 Medway con empuje vectorial, que inicialmente darían capacidad STOL a la aeronave. Posteriormente estaría previsto reemplazar estos motores por cuatro unidades del Bristol Siddeley Pegasus para que la aeronave tuviese capacidad de aterrizar y despegar de modo vertical.
El proyecto no llegó a pasar de la etapa de desarrollo, siendo cancelado en el año 1965.

### Aeronaves similares
- Dornier Do 31
- Boeing YC-14
- McDonnell Douglas YC-15